# Gastronomia de l'Iran
La gastronomia de l'Iran és la gastronomia tradicional de l'Iran, antigament Pèrsia. Les zones de cultura i gastronomia persa, esteses a les poblacions iranianes, abasten un territori més gran que va entre la mar Càspia i el golf Pèrsic de nord a sud, i entre el Khuzestan, Luristan, Kurdistan i Azerbaidjan Iranià l'oest, abraçant a l'est part de l'Afganistan i al sud-est fins al Balutxistan Iranià.
Es tracta d'una gastronomia d'origen molt antic, que pel territori que compren i la seva història comparteix elements tant de la cuina mediterrània com de la mesopotànica (actual Iraq). La cuina persa va influir a la cuina otomana, ambdues són cuines àrabs. Indirectament, a través dels àrabs, també ha influenciat la cuina dels Països Catalans, especialment a l'època medieval. De la mateixa manera que el cristianisme ha deixat emprenta a la cuina europea, l'islamisme l'ha deixada a la cuina persa/iraniana.